# Stuttgart
Stuttgart (pronunție în germană [ˈʃtʊtɡaʁt] ⓘ; în germană alemanică Schduagert) este capitala landului german Baden-Württemberg. Cu peste 590.000 de locuitori, este cel mai mare oraș al landului. Este al șaselea oraș din Germania ca dimensiune, iar "Regiunea Stuttgart" este a patra conurbație a țării. Este împărțit în 23 de districte (Bad Cannstatt, Möhringen, Stammheim, Feuerbach etc.)

## Așezare geografică
Se află în centrul regiunii sud-vestice Stuttgart, în apropierea munților Pădurea Neagră, din care izvorăște, pe lângă Dunăre,  și râul Neckar, care străbate acest oraș. Stuttgart și regiunea sa metropolitană (entitatea numită Regiunea Stuttgart, formată din orașele Tübingen, Reutlingen, Heilbronn și împrejurimile lor) este unul din cele mai renumite orașe din Germania, în mod special datorită importanței sale economice, culturale și administrative.

### Repere geografice
- Frankfurt (210 km N)
- München (220 km SE)
- Arad (1185 km)

## Economie
Aproximativ 150.000 de firme și de companii au sediul în regiunea Stuttgart. Zona este renumită pentru industria sa tehnologizată. Printre cele mai mari companii care au sediul sau o filială aici se numără Daimler, Porsche, Bosch, Hewlett-Packard, IBM, Stihl.
Orașul este locul unde au fost inventate atât motocicleta cât și automobilul cu patru roți (ambele de către Gottlieb Daimler și Wilhelm Maybach), fiind deci punctul de plecare pentru industria auto mondială. Tot aici a fost construit prototipul mașinii Volkswagen Broscuță, după proiectele lui Ferdinand Porsche.
Aproximativ 4,3 miliarde € pe an sunt investiți în Regiunea Stuttgart pentru cercetare și dezvoltare, mai mult de 11% din totalul cheltuit în toată țara, aici fiind cea mai mare aglomerație de organizații academice, științifice și de cercetare din Germania.
Stuttgart deține recordul între toate regiunile din Uniunea Europeană în ceea ce privește procentul de angajați în industria de înaltă tehnologie, cu 21% (2001).
Tot aici se găsește și a doua bursă ca mărime din Germania (prima fiind cea din Frankfurt), de asemenea și sediile unor importante companii financiare.
Orașul este unul din cele mai importante din Germania la capitolul viticultură, având o tradiție de secole și aflându-se în centrul uneia din cele 13 regiuni de viticultură oficiale ale Germaniei (Weinanbaugebiet).

## Orașe înfrățite
- Brno (Cehia)
- Cairo (Egipt)
- Strasbourg (Franța)
- Mumbai (India)
- Łódź (Polonia)
- Cardiff (Regatul Unit)
- St Helens (Regatul Unit)
- Samara (Rusia)
- St. Louis (SUA)
- Menzel Bourguiba (Tunisia)

## Transport

### Transport Local

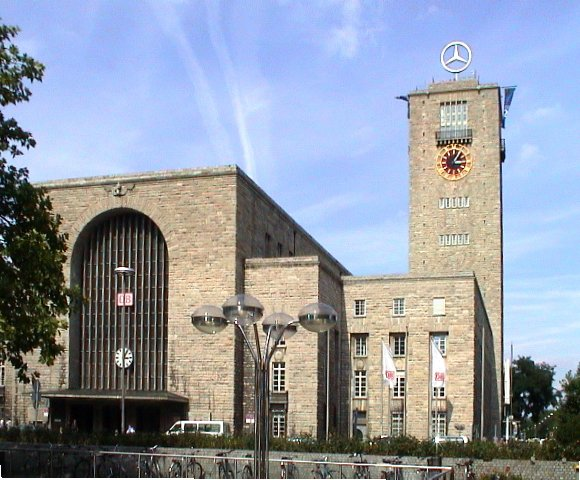
Stuttgart Hauptbahnhof, stația principală din Stuttgart.

Stuttgart are un sistem ușor de căi ferate numit Stuttgart Stadtbahn. În centrul orașului și în zone mai dense, Stadtbahn operează subteran. Stațiile sunt marcate cu "U". 
Până în 2007, orașul folosea tramvaie normale. Totodată, Stuttgart are și un sistem mare de autobuze. Suburbiile din periferia Stuttgart și orașele din apropiere sunt deservite de un sistem feroviar suburban numit Stuttgart S-Bahn, folosind șine furnizate de Deutsche Bahn AG (DB).
O particularitate a orașului Stuttgart este Zahnradbahn, o cale ferată cu cremalieră care este alimentată cu energie electrică și operează între Marienplatz din cartierul sudic al orașului și districtul Degerloch. Este singura cale ferată urbană cu cremalieră din Germania. Stuttgart are și o Standseilbahn, o cale ferată funicular care operează în zona Heslach și cimitirul forestier (Waldfriedhof). În parcul Killesberg, pe un deal proeminent cu vedere la oraș, se află calea ferată în miniatură condusă cu motorină (și în weekend cu aburi).

### Legături feroviare

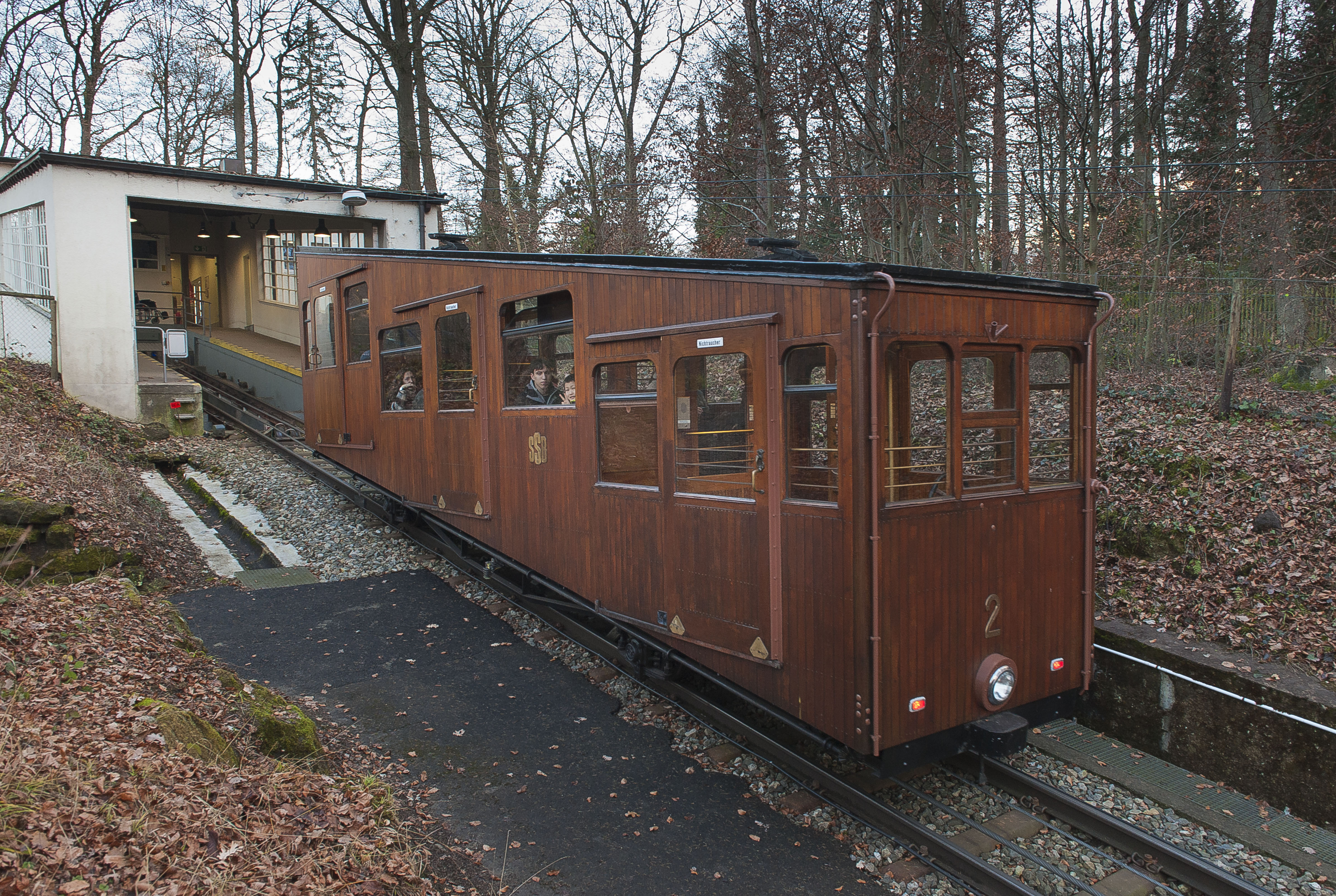
Cale ferată funicular

Stuttgart este un hub în rețelele Intercity-Express și Intercity ale Deutsche Bahn AG (DB), cu servicii directe către majoritatea celorlalte orașe mari germane. De asemenea, operează servicii internaționale către Strasbourg, Viena, Zürich și Paris (de cinci ori pe zi, durata călătoriei de 3 ore și 11 minute). 
Trenurile de lungă distanță opresc la Stuttgart Hauptbahnhof, principalul terminus al orașului, care este folosit și de trenurile Interregio-Express, Regional-Express și Regionalbahn pentru servicii către gările din zona metropolitană Stuttgart. Rețelele feroviare locale funcționează sub terminus. 
Stuttgart are, de asemenea, propriul centru de transport feroviar de marfă cu șantiere de triaj și un terminal de containere în zona Obertürkheim din Hedelfingen.

### Transport rutier
Stuttgart este deservit de Autobahn A8, care merge de la est-vest de la Karlsruhe la München, și de Autobahn A81, care circulă nord-sud de la Würzburg la Singen. Autobahn A831 este un scurt pinten care intră în partea de sud a orașului.
Pe lângă aceste Authoban-uri, Stuttgart este deservită de un număr mare de autostrăzi, dintre care multe sunt construite conform standardelor Autobahn și au fost odată destinate să poarte un număr A. Drumuri expres importante precum B10, B14, B27 și B29 leagă Stuttgart de suburbiile sale. Datorită împrejurimilor cu altitudini mai ridicate și dealuri, există multe tuneluri rutiere în și în jurul orașului Stuttgart. Există, de asemenea, o serie de tuneluri rutiere sub intersecții din centrul orașului Stuttgart.

### Transport aerian

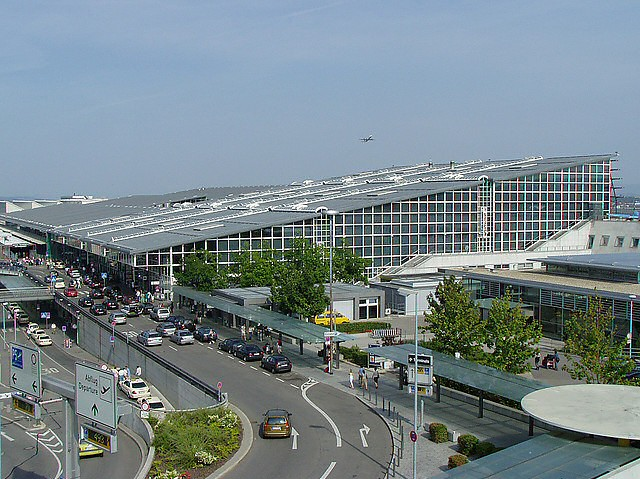
Aeroportul din Stuttgart

Stuttgart deține aeroportul Stuttgart (cod STR), un aeroport internațional aflat aproximativ 13 km de centrul orașului.
Aeroportul Stuttgart este singurul aeroport internațional din Germania cu o singură pistă. În ciuda protestelor și inițiativelor locale, în prezent sunt în curs de desfășurare sondaje pentru a evalua impactul unei a doua piste. 

## Muzee
- Staatsgalerie Stuttgart, printre alte colecții, expune permanent lucrarile artiștilor: Lucas Cranach cel Bătrân, Rubens, Rembrandt, Monet, Renoir, Cézan, Picasso, Joseph Beuys
- Muzeul de științe naturale din Stuttart
- Linden-Museum, muzeul de etnologie (unul din cele mai mari în Europa)]
- Muzeul Mercedes-Benz
- Muzeul de artă din Stuttgart, deține cea mai mare colecție de lucrări ale artistului Otto Dix
- Casa Hegel, casa natală a filozofului german Georg Wilhelm Friedrich Hegel]

## Echipe sportive
Echipa de fotbal VfB Stuttgart a fost campioană a Germaniei de cinci ori.

## Personalități născute aici
- Georg Wilhelm Friedrich Hegel (1770 - 1831), filozof;
- Gottlieb Daimler (1834 - 1900), inventator;
- Max Horkheimer (1895 - 1973), filozof și sociolog;
- Berthold Graf Schenk von Stauffenberg (1905 - 1944), jurist; alături de fratele său, Claus von Stauffenberg, a pus la cale atentatul din 20 iulie 1944 împotriva lui Hitler;
- Richard von Weizsäcker (1920 - 2015), fost președinte al Germaniei;
- Ferdinand Alexander Porsche (1935 - 2012), designer;
- Roland Emmerich (n. 1955), regizor;
- Lisa Martinek (n. 1972), actriță;
- Flórián Richter (n. 1977), acrobat;
- Jamal Musiala (n. 2003), fotbalist.